# 大久保石松
大久保 石松（おおくぼ いしまつ、1912年11月21日 - 2001年2月24日）は、日本の騎手、競走馬調教師。青森県八戸市出身。
騎手時代の1935年にキンチャンで阪神帝室御賞典（春）に優勝。1941年より調教師に転じ、第二次世界大戦を経て国営競馬、日本中央競馬会(JRA)で活動、1971年のビクトリアカップを制したタイヨウコトブキや、重賞4勝を挙げたエリモローラなどを管理した。1991年2月定年引退。
息子の大久保哲男は元JRA騎手。娘婿にそれぞれ門下生の高橋隆と沖芳夫。孫に高橋亮がいる。なお、名前が一文字違いの騎手・調教師に大久保福松と大久保房松がおり、後者とは同郷であるが、それぞれに近親関係はない。

## 経歴
1912年、農家の次男として生まれる。家で飼われていた農耕馬に親しみながら育ち、尋常小学校卒業後、七戸町の県営牧場に入って若駒の育成に当たった。近隣に官営の奥羽種馬場があり、教官として勤務していた人物から騎乗技術を学び、八戸競馬場、金木競馬場といった旗競馬で騎手も務めた。1929年10月、職業騎手となるため、勤務した牧場の責任者であった友村常吉の弟で、公認競馬の京都競馬場で騎手兼調教師を務めていた友村哲二に弟子入りした。
1931年に騎手免許を取得。4月19日に初騎乗、初年度は勝利を挙げられなかったが、翌1932年4月3日、通算33戦目の障害競走で初勝利を挙げた。以後勝利数の面で目立った成績はなかったが、1935年、牝馬キンチャンを駆って阪神帝室御賞典と阪神記念を制した。1941年、師匠の友村が遊佐幸平の支援を受けて満州国で養豚業に携わることになり、これをきっかけに騎手を引退し、調教師に転身した。騎手としては通算527戦55勝の成績を残した。
開業当初は有力馬主に恵まれず、専ら安馬をもって厩舎を回転させることを余儀なくされた。初年度6勝、2年目の5勝から、3年目には18勝と成績を伸ばしたが、1945年から太平洋戦争の戦況悪化により競馬開催は休止され、東西で輓馬機動隊が編成されて大久保は終戦まで東北地方に派遣された。
終戦後京都に戻り、1946年10月の競馬再開に伴って活動を再開。繋駕速歩競走を中心に、1958年に32勝、翌1959年には39勝を挙げた。1964年、サクシゲオーでアラブ大賞典を制し、調教師として開業23年目で重賞を初制覇。1971年にはタイヨウコトブキが牝馬三冠競走の最終戦・ビクトリアカップを制した。翌1972年には、死去した大久保亀治から管理を引き継いだパッシングゴールで重賞を2勝を挙げ、これをきっかけに同馬の所有者である山本慎一（冠名エリモ、パッシング）が顧客に付いた。1980年代に入ると山本所有馬を中心に厩舎は最盛期を迎え、菊花賞2着のパッシングサイアー、京都4歳特別を制したオオシマスズラン、重賞4勝のエリモローラといったオープン馬を輩出。1981年には年間33勝を挙げ、自己最高の全国ランキング4位に付けた。
1988年にパッシングパワー（パッシングサイアーの弟）で金鯱賞を制したのが最後の重賞勝利となり、1991年2月、先立って導入されていた定年制に基づいて調教師を引退した。日本中央競馬会が発足した1954年以降で、通算7033戦681勝、うち重賞12勝。
2001年2月24日、病気のため88歳で死去した。

## 通算成績

### 騎手
- 527戦55勝

主な騎乗馬

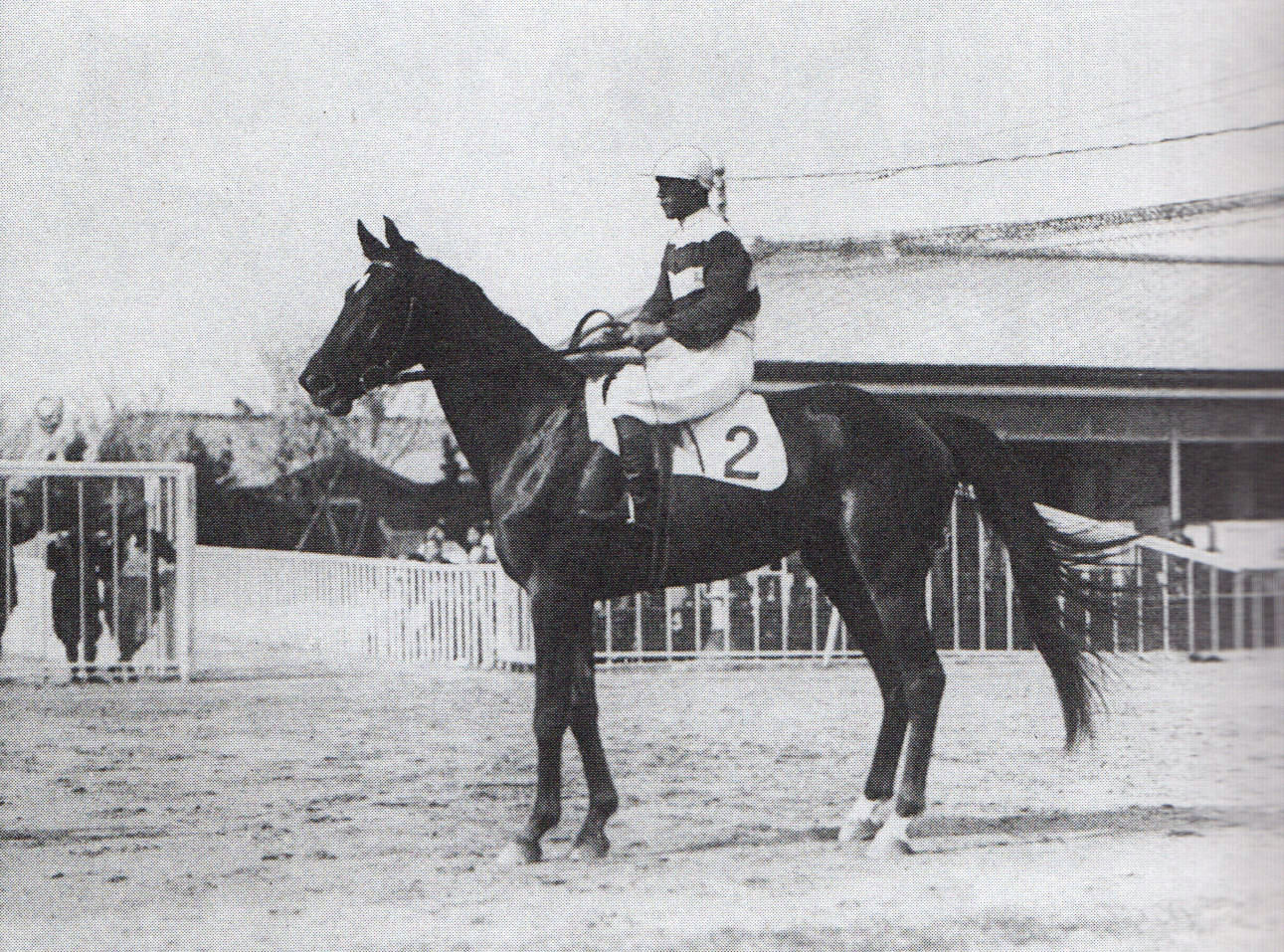
帝室御賞典優勝のキンチャンと大久保

- キンチャン（1935年阪神帝室御賞典・春、阪神記念）

### 調教師
- 7033戦681勝（1954年以降）

主な管理馬
- サクシゲオー（1964年アラブ大賞典・春）
- タイヨウコトブキ（1971年ビクトリアカップ、阪神牝馬特別）
- パッシングゴール（1972年新潟記念、関屋記念）
- エリモファーザー（1976年毎日杯）
- オオシマスズラン（1981年京都4歳特別）
- エリモローラ（1982年毎日杯 1983年京都記念、京阪杯 1984年日経新春杯）
- パッシングパワー（1988年金鯱賞）

## 主な厩舎所属者
※太字は門下生。括弧内は厩舎所属期間と所属中の職分。
- 高橋隆（1957年-1989年。騎手、調教助手）
- 境直行（1960年-1965年。騎手候補）
- 福永甲（1967年。騎手）
- 松田幸春（1970年-1972年。騎手）
- 大久保光康（1970年-1972年。騎手）
- 池添兼雄（1974年。騎手）
- 沖芳夫（1977年-1986年。調教助手）
- 猿橋重利（1977年-1984年・1990年-1991年。騎手）